# بي جيه واشنطن
بي جي واشنطن (بالإنجليزية: P. J. Washington)‏ هو لاعب كرة سلة أمريكي يلعب في مركز لاعب هجوم قوي الجسم في نادي شارلوت هورنتس.

## روابط خارجية
- بي جيه واشنطن على موقع الاتحاد الدولي لكرة السلة (الإنجليزية)
- بي جيه واشنطن على موقع إن بي أي (الإنجليزية)
- بي جيه واشنطن على موقع سبورتس رفرنس (الإنجليزية)
- بي جيه واشنطن على موقع كرة السلة الأوروبية.كوم (الإنجليزية)
- بي جيه واشنطن على موقع إي إس بي إن.كوم (الإنجليزية)
- بي جيه واشنطن على موقع كلية كرة السلة في سبورتس رفرنس.كوم (الإنجليزية)
- بي جيه واشنطن على موقع ريلجم (الإنجليزية)
- بي جيه واشنطن على موقع بروبوليرز (الإنجليزية)